# 2606 Odessa
Odessa (asteróide 2606) é um asteróide da cintura principal, a 2,0515033 UA. Possui uma excentricidade de 0,2587303 e um período orbital de 1 681,67 dias (4,61 anos).
Odessa tem uma velocidade orbital média de 17,90378109 km/s e uma inclinação de 12,35786º.
Este asteróide foi descoberto em 1 de Abril de 1976 por Nikolai Chernykh.